# Kierra Sheard
Kierra Valência Sheard-Kelly ou Kierra "Kiki" Sheard (Detroit, Michigan ) é um artista estadunidense de Musica gospel. Ela é filha do cantora gospel Karen Clark Sheard (membra do grupo de canto gospel The Clark Sisters) e neta da diretora de coral gospel Mattie Moss Clark.

## Início da vida
Nascida em Detroit, Michigan e cresceu no subúrbio de West Bloomfield, Sheard passou seus anos de formação cercado pelas influências de sua família, sua fé e sua música. Com 6 anos, ela começou a cantar no coro da Igreja na Greater Emmanuel Institucional Church of God in Christ, pastoreada por seu pai Bishop J. Drew Sheard. Mesmo em uma idade jovem, Sheard tinha um aperto sobrenatural sobre a assinatura "Clark sound" iniciada por sua mãe e tias, a execução de melismas de alta e rápida, riffs, corridas, e profunda, gutural rosna por vezes referido como "rajadas" (o último é bem visível em "Done Did It", um gospel tradicional encostado faixa de seu álbum I Owe You).

## Vida pessoal
Kierra Sheard é um graduado da Wayne State University em Detroit, Michigan, onde recebeu seu diploma de bacharel em Inglês, com especialização em Psicologia. Apesar de sua agenda de shows foi limitado para acomodar seus objetivos acadêmicos, Sheard foi embarcar em uma turnê no Japão com sua mãe Karen Clark Sheard em agosto de 2006.

## Discografia

### Álbuns
- 2004: I Owe You
- 2006: This Is Me
- 2008: Bold Right Life
- 2011: Free

### Compilações
- 2005: Just Until...
- 2009: KiKi's Mixtape